# Bias Parent
 (décembre 2017).
Si vous disposez d'ouvrages ou d'articles de référence ou si vous connaissez des sites web de qualité traitant du thème abordé ici, merci de compléter l'article en donnant les références utiles à sa vérifiabilité et en les liant à la section « Notes et références ».
Étienne Jean-François Parent, dit Bias Parent est un homme politique nivernais né à Clamecy le 19 septembre 1754 et mort à Dornecy le 16 septembre 1802. D’abord assez modéré, il devient sous la Terreur un ardent Jacobin.

## Le curé philosophe
Étienne Jean-François Parent, fils de Charles Parent, échevin et marchand-tanneur, est issu d’une vieille famille de la bourgeoisie clamecycoise.
Élève du collège de Clamecy, il étudie ensuite la théologie au grand séminaire d’Auxerre avant de passer ses grades de maître ès arts à la Sorbonne. Il est d’abord vicaire à Corvol-l'Orgueilleux, chanoine à Levroux dans l'Indre, puis est nommé curé de Rix (Nièvre) en 1783. Il est le principal du collège de Clamecy de 1784 à 1785. Gagné aux idées nouvelles, ce curé poète et philosophe fréquente la société littéraire de Clamecy et les salons de la noblesse nivernaise. En janvier 1790, les électeurs de sa paroisse de Rix le nomment maire. Au nom des habitants de sa commune, il lutte activement contre Guillaume d'Ennery, le seigneur de Rix, qui n’accepte pas les premières mesure de la Révolution. Il rédige alors un Dictionnaire né des abus de la féodalité, du despotisme et de l’ignorance, à l’usage des habitants de la campagne achevé en février 1791.

## Le révolutionnaire
La carrière politique de Bias Parent commence avec son élection au conseil du district de Clamecy le 19 septembre 1792. La visite à Clamecy du représentant du peuple en mission Joseph Fouché en été 1793 projette Bias Parent sur le devant de la scène. En octobre 1793, il est nommé procureur-syndic du district de Clamecy, agent national et apôtre de la liberté de l’église de Clamecy, remplaçant de facto le curé constitutionnel. Porté à la plus haute responsabilité, il va désormais être le fer de lance de la politique jacobine : taxation des riches, création d’une garde révolutionnaire, visites domiciliaires, arrestation des suspects, déchristianisation. Croyant à la toute-puissance de la Raison, il développe les principes de la religion républicaine dans un catéchisme républicain qui connaît un certain succès puisqu’on en connaît trois éditions. Il se marie en octobre 1793 et s’engage dans la voie de la persécution contre les prêtres restés non célibataires et fait fermer d’ailleurs chaque église du district de Clamecy qu’il fait transformer en temple de la Raison.

## Le journaliste et le pamphlétaire
La chute de Robespierre met provisoirement fin à son activité politique. Arrêté et emprisonné à Nevers, il bénéficie de l’amnistie générale du 4 brumaire an IV (26 octobre 1795). Il devient membre jacobin du Directoire du département de la Nièvre de décembre 1795 à décembre 1796, puis membre du District de Nevers ainsi que professeur d’histoire au collège de Nevers.
Il fonde en février 1797 un quotidien satirique, férocement anti-modéré et anti-royaliste, Le Questionneur. Il s’agit du tout premier journal imprimé à Nevers. Le Journal de la Nièvre lui succède en novembre 1797.
Bias Parent s’installe à Paris en 1799 ; il y devient membre du Club du Manège. Joseph Fouché lui offre une place dans les bureaux de la police parisienne en 1801.
À sa mort en 1802 à Dornecy, village de son épouse, il laisse à sa veuve et à leurs enfants un bien modeste estimé à 3 886 livres.

## Quelques-unes de ses œuvres
- Dictionnaire né des abus de la féodalité, du despotisme et de l’ignorance, à l’usage des habitants de la campagne
- Catéchisme français, républicain : enrichi de la déclaration des droits de l'homme, et de maximes de morale républicaine, propres à l'éducation des enfants de l'un et de l'autre sexe, le tout conforme à la Constitution républicaine
- La lanterne, ou Diogène entre les mains d'un sans-culotte
- Dialogue entre Grosjean, Vigneron et Matadot
- Du modérantisme
- Essai sur la bibliographie et sur les talents du bibliothécaire
- Etrennes des enfants ou recueil des petits contes moraux (posthume)